# Basileios Komnenos der Jüngere
Basileios Komnenos (mittelgriechisch Βασίλειος Κομνηνός; * 17. September 1358 in Trapezunt; † vor September 1377 ebenda) war ein Kronprinz im Kaiserreich Trapezunt.

Basileios war der älteste legitime Sohn des trapezuntischen Kaisers Alexios III. Komnenos und der Theodora Kantakuzena; er war somit ein Enkel des gleichnamigen Kaisers Basileios Komnenos. Von seinem Vater wurde er zu einem unbekannten Zeitpunkt zum Despoten erhoben und zum Thronfolger designiert. Basileios starb vor der Hochzeit seines jüngeren Bruders Manuel im September 1377. Dieser übernahm nach dem Tode Alexios’ III. 1390 die Herrschaft über Trapezunt.